# Edward O. Thorp
Edward Oakley Thorp, né le 14 août 1932 à Chicago, est un probabiliste américain. Il est l'auteur de plusieurs ouvrages sur le sujet.

## Biographie

### Formation et carrière
Thorp a reçu son doctorat à l'Université de Californie à Los Angeles en 1958, et a travaillé au Massachusetts Institute of Technology (MIT) de 1959 à 1961. Il a été professeur de mathématiques de 1965 à 1977, puis de mathématiques et finances de 1977 à 1982, à l'Université de Californie à Irvine.[réf. souhaitée]
Depuis 1989, Thorp est le président d'Edward O. Thorp & Associates, société spécialisée dans l'investissement boursier basée à Newport Beach en Californie.[réf. souhaitée]

### Ouvrages sur les jeux
Edward Thorp est connu pour être l'auteur du livre Beat the Dealer (« Battre le croupier »), publié en 1962. Il s'agit du premier livre à prouver mathématiquement que l'on peut gagner au blackjack uniquement en comptant les cartes. Ce n’est pas seulement une technique pour gagner au blackjack qui a été rendue publique, mais surtout un procédé mathématique qui a fait ses preuves. Cela a valu à Edward Thorp le titre d’inventeur du « comptage de cartes ». Les nouvelles techniques de comptage de cartes se basent toujours sur le procédé mathématique de Thorp.[réf. souhaitée]
Sa technique de comptage de cartes a entrainé la modification des règles du Blackjack (carte rouge).[réf. souhaitée]
Thorp s'est aussi penché sur le backgammon, pour lequel il a inventé une méthode servant à juger certaines fins de parties (Thorp Count).[réf. souhaitée]

### Ordinateur portable
Edward Thorp est également considéré comme un des créateurs du premier ordinateur portable qu'il a développé avec Claude Shannon dans les années 1960[réf. nécessaire].